# Александр Кричинський
Олександр Кричинський (? — 13 листопада 1673) — військовий діяч Великого князівства Литовського, ротмістр татарської коронної кінноти. Воював спочатку на боці Речі Посполитої, а з 1672 року на боці Османської імперії.

## Біографія
Походив з литовсько-татарського князівського роду Кричинських, видозміненого гербу «Радван». Син Яна Кричинського, військового та чиновника Великого князівства Литовського.
Брав участь у військових діях проти повстання під проводом Богдана Хмельницького.
1653 року служив товаришем у татарській хоругві Єремії Вишневецького. 1654 року став ротмістром татарської коронної хоругви. Брав участь у польсько-московській війні 1654—1667.
Під час польсько-турецької війни 1672—1673 рр. підняв повстання деяких татарських хоругов, які багато років не отримували зарплату, і разом із ними вступив на службу до султана. Був призначений беєм захопленої турками фортеці Бар, але невдовзі серед татарських ротмістрів виникла пропольська змова. У Барі спалахнула боротьба між татарами, в якій був убитий Кричинський. Комендантом Бара став його син, який продовжував протурецьку лінію батька, а новим беєм став Хусейн Муравський.
Історія Кричинського могла надихнути Генрика Сенкевича на створення постаті Азії Тугайбейовича в романі Пан Володийовський".